# فلسفة العمل
تهتم فلسفة العمل بالمبادئ الأساسية التي ترتكز على تشكيل وتشغيل مشروع تجاري؛ كطبيعة وغرض العمل، والالتزامات الأخلاقية التي تتعلق به.

## التأثير
يلخص فيليب بلوم إلى تطور وتأثير الأفكار التي تركز على الأعمال التجارية في المجتمع قبل الأزمة المالية العالمية لعام 2008:
[...] فريدريش فون هايك ولودفيج فون ميزس [...] كانا أوروبيين اجتازا سنوات تكوينهم في السنوات ما بين الحربين العالميتين الفوضويتين وكانت استنتاجاتهم هو أن تدخل الدولة والمخطط لها الاقتصادات كعلامة من علامات الدكتاتورية [...]. لقد اعتقدا أنه من الأصح تخليص الأيديولوجية عن السياسة وإرساء قواعد عمل المجتمع على القوانين الموضوعية وغير الإسلامية للسوق الحرة. [...] استُبدل التنوير عبادة العقل والمصلحة العامة مفاهيم الترشيد وتعظيم الأرباح، والتي تم تطبيقها على إعادة تقييم المؤسسات الاجتماعية - البنية التحتية والمدارس والجامعات والسجون، والرعاية الصحية، وما إلى ذلك - وفقًا لمعايير الربحية والفعالية من حيث التكلفة خاصةً في الولايات المتحدة ولكن بشكل متزايد في أوروبا، حيث إدارة مجتمعاتنا كشركات ابتداءًا من أواخر السبعينات واكتساب السرعة في الثمانينات، وتغيير هذه القيود الدينية واستقاب مجتمعاتنا - ولكنها قدمت أيضًا مظلة من المعاني الضرورية التي بموجبها يمكن أن نتجنب التحديات والشكوك من الداخل. بالنسبة للكثيرين في الغرب، أصبحت فكرة السوق منزلهم الأيديولوجي؛ حيث يمنح كسب العيش وفقًا لرعايته التوجيهية والقوانين الحديدية شعورًا بالاستقرار، وحتى الفضيلة. ولكن في 2008 تحطم هذا الفكر الجماعي وجعل الملايين يدركون أنهم غُرِّر بهم [...].